# Liste der Baudenkmäler in Krün

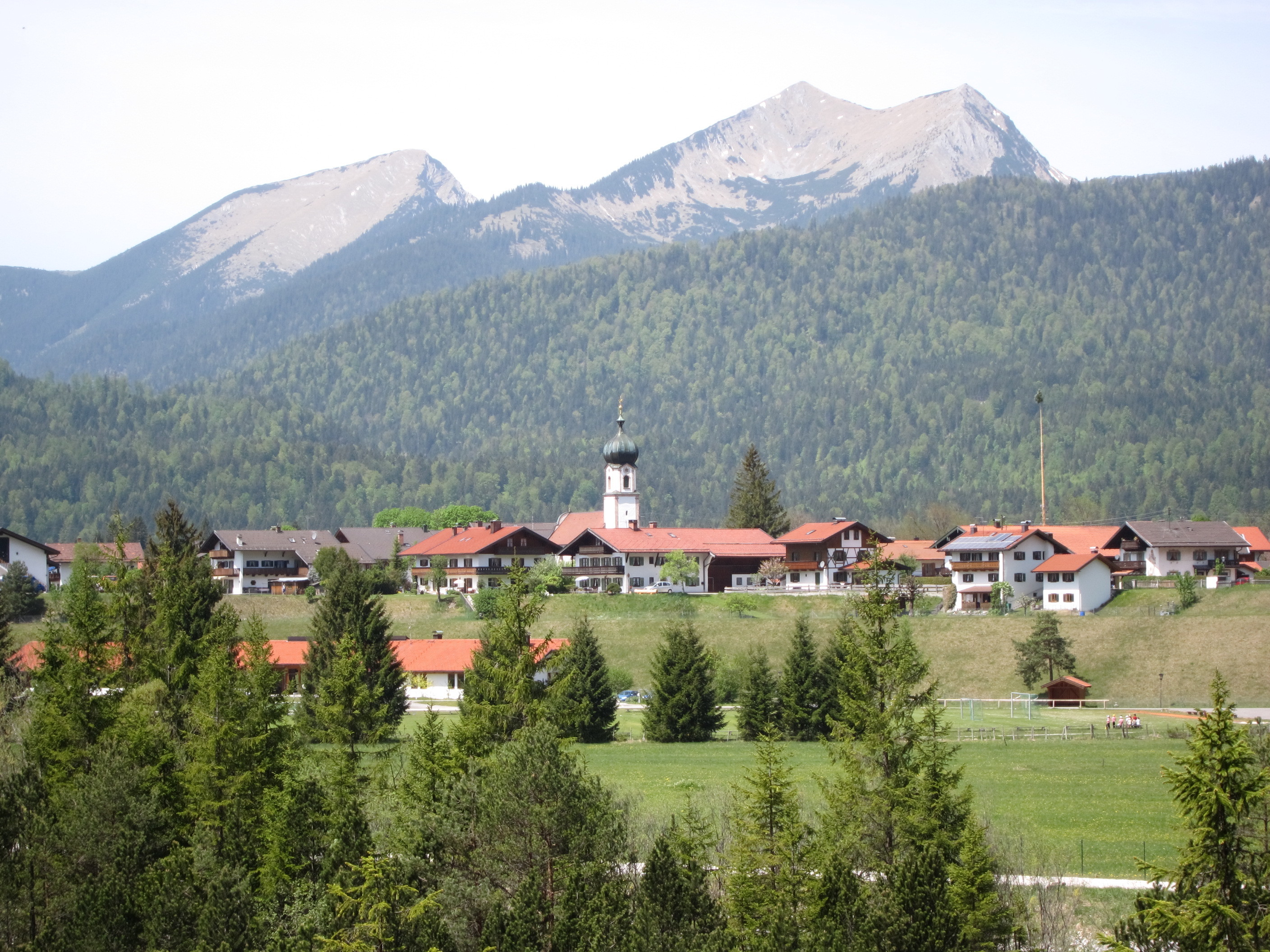
Krün im Werdenfelser Land

Auf dieser Seite sind die Baudenkmäler in der oberbayerischen Gemeinde Krün zusammengestellt. Diese Tabelle ist eine Teilliste der Liste der Baudenkmäler in Bayern. Grundlage ist die Bayerische Denkmalliste, die auf Basis des Bayerischen Denkmalschutzgesetzes vom 1. Oktober 1973 erstmals erstellt wurde und seither durch das Bayerische Landesamt für Denkmalpflege geführt wird. Die folgenden Angaben ersetzen nicht die rechtsverbindliche Auskunft der Denkmalschutzbehörde.

## Baudenkmäler nach Ortsteilen

### Krün
| Lage                            | Objekt                                  | Beschreibung | Akten-Nr.     | Bild           |
| ------------------------------- | --------------------------------------- | --- | ------------- | -------------- |
| Karwendelstraße 16 (Standort)   | Wandbild                                | Nordseitiges barockes Fresko, von Franz Karner, 1765, versetzt.                                                    | D-1-80-122-2  | BW             |
| Kirchplatz 1 (Standort)         | Katholische Kuratiekirche St. Sebastian | barocker Saal mit eingezogenem Chor und östlichem Zwiebelturm, 1757–63; mit Ausstattung                            | D-1-80-122-1  | weitere Bilder |
| Nähe Karwendelstraße (Standort) | Kriegerdenkmal                          | Steinerne Figurengruppe auf hohem Sockel mit kleiner vorgelagerter Brunnenanlage, 1922.                            | D-1-80-122-14 | Kriegerdenkmal |
| Walchenseestraße 3 (Standort)   | Köblergut                               | Ehemaliges Kleinbauernhaus, zweigeschossiger traufseitiger Preisdachbau, wohl 2. Hälfte 17. Jahrhundert            | D-1-80-122-3  | Köblergut      |
| Walchenseestraße 4 (Standort)   | Gasthof Post                            | Zweigeschossiger Flachsatteldachbau mit bemaltem Zierbund, bezeichnet 1780.                                        | D-1-80-122-4  | Gasthof Post   |
| Wettersteinstraße 2 (Standort)  | Einhof                                  | Zweigeschossiges Eckflurhaus mit Flachsatteldach, Zierbund und traufseitiger Hochtenne, 1. Hälfte 18. Jahrhundert. | D-1-80-122-5  | Einhof         |

### Barmsee
| Lage                    | Objekt                | Beschreibung | Akten-Nr.    | Bild           |
| ----------------------- | --------------------- | --- | ------------ | -------------- |
| Am Barmsee 7 (Standort) | Ehemaliges Bauernhaus | Giebelständiger Mittertennbau mit Blockbau-Obergeschoss, Preisdach, Zierbund und kleiner angebauter Hauskapelle, im Kern 1640(?) und 2. Hälfte 18. Jahrhundert, Kapelle, 18./19. Jahrhundert; mit Ausstattung. | D-1-80-122-6 | weitere Bilder |

### Elmau
| Lage                                      | Objekt          | Beschreibung | Akten-Nr.     | Bild           |
| ----------------------------------------- | --------------- | --- | ------------- | -------------- |
| Elmau 2 (Standort)                        | Schloss Elmau   | Vierflügeliger, zweigeschossiger Baukomplex auf hohem Sockelgeschoss mit Eckrustizierung, gestuftem, ausgebautem Walmdach, Turm mit Pyramidendach, Vorhallen und hölzernen Liegehallen, in Formen der Reformarchitektur, 1914–16 von Carl Sattler, Süd- und Westflügel nach Brand 2005 erneuert. | D-1-80-122-8  | weitere Bilder |
| Elmau 7 (Standort)                        | Direktorenvilla | zweigeschossiger malerischer Gruppenbau im Reformstil mit neubarocken Elementen, mit Walmdächern, dreigeschossigem Treppenturm mit Glockenhaube, Standerkern, Erker und hölzernen Lauben, von Carl Sattler, 1914-1915                                                                            | D-1-80-122-20 | BW             |
| Elmau 8; Ferchenbach; Stegreif (Standort) | Wasserkraftwerk | Stauwehr und Einfassung aus Beton; Wehrsteg mit Gusseisengeländer; Druckrohrleitung mit Betonverankerung; Maschinenhaus, zweigeschossiger Eisenbetonbau mit Tonnendach, mit technischer Ausstattung; Trafoturm, zweigeschossig mit Satteldach; von Carl Sattler, 1913-1915.                      | D-1-80-122-18 | BW             |
| Elmau 14 (Standort)                       | Kapelle         | Barocker Satteldachbau mit Dachreiter und Außenfresken, bezeichnet 1778; mit Ausstattung | D-1-80-122-7  | Kapelle        |

### Gerold
| Lage                | Objekt | Beschreibung                                                                            | Akten-Nr.     | Bild   |
| ------------------- | ------ | --------------------------------------------------------------------------------------- | ------------- | ------ |
| Gerold 2 (Standort) | Einhof | Zweigeschossiger Preisdachbau mit Giebellaube und Zierbund, bezeichnet 1862.            | D-1-80-122-9  | Einhof |
| Gerold 8 (Standort) | Einhof | Zweigeschossiger Flachsatteldachbau mit giebelseitigen Lauben und Zierbund, um 1830/40. | D-1-80-122-10 | Einhof |

### Klais
| Lage                        | Objekt  | Beschreibung                                                                                      | Akten-Nr.     | Bild           |
| --------------------------- | ------- | ------------------------------------------------------------------------------------------------- | ------------- | -------------- |
| Bahnhofstraße 11 (Standort) | Kapelle | Steildachbau mit Zwiebel-Dachreiter, 1597, Außenfresken von Heinrich Bickel 1962; mit Ausstattung | D-1-80-122-11 | weitere Bilder |

### Kranzbach
| Lage                   | Objekt                            | Beschreibung | Akten-Nr.               | Bild |
| ---------------------- | --------------------------------- | --- | ----------------------- | --- |
| Kranzbach 1 (Standort) | Schloss Kranzbach                 | Erd- bzw. zweigeschossiger natursteingemauerter Mehrflügelbau mit Steildächern und Treppengiebeln in der Stilrichtung der englischen Arts-and-Crafts-Bewegung, von Fernand Billerey und Detmar Blow, 1913–15, 1933 nach Brand stark beschädigt. | D-1-80-122-12           | weitere Bilder                                                                                              |
| Kranzbach 1 (Standort) | Schloss Kranzbach Nebengebäude I  | Erdgeschossiger natursteingemauerter Steildachbau mit Treppengiebeln und flachgedecktem Anbau, 1913–15. | D-1-80-122-12 zugehörig | [[Vorlage:Bilderwunsch/code!/C:47.47254,11.21445!/D:Kranzbach 1, Schloss Kranzbach Nebengebäude I !/\|BW]]  |
| Kranzbach 1 (Standort) | Schloss Kranzbach Nebengebäude II | Erdgeschossiger natursteingemauerter Steildachbau mit Treppengiebeln und flachgedecktem Anbau, 1913–15. | D-1-80-122-12 zugehörig | [[Vorlage:Bilderwunsch/code!/C:47.47254,11.21445!/D:Kranzbach 1, Schloss Kranzbach Nebengebäude II !/\|BW]] |

### Plattele
| Lage                  | Objekt     | Beschreibung                                                                               | Akten-Nr.     | Bild       |
| --------------------- | ---------- | ------------------------------------------------------------------------------------------ | ------------- | ---------- |
| Plattele 1 (Standort) | Bauernhaus | Zweigeschossiger Flachsatteldachbau mit traufseitiger Laube und Zierbund, 19. Jahrhundert. | D-1-80-122-13 | Bauernhaus |